# Maurice Spears
Maurice Spears (Oklahoma City) is een Amerikaanse trombonist (jazz, rhythm-and-blues, popmuziek), muziekpedagoog en kopiist.

## Biografie
De ouders van Maurice Spears hadden een coffeeshop in Oklahoma City, waar jazzbands en solisten speelden. Op 27-jarige leeftijd leidde hij zijn eigen bigband en verschillende ensembles, waarmee hij speelde in nachtclubs en als begeleidingsband voor uitvoerende artiesten als Lou Rawls, Jackie Wilson en Jesse Belvin in Oklahoma.
Hij studeerde af aan de Langston University met een graad in muziekeducatie en behaalde een graduaat aan de University of Oklahoma in Norman (Oklahoma). Hij vervulde zijn militaire dienstplicht aan de Navy School of Music in Washington D.C., later was hij lid van de 62nd Army Band. In 1966 verhuisde Spears naar Los Angeles, waar hij in 1967 lid werd van het Ray Charles Orkest en over de hele wereld toerde.
Hij werkte ook mee aan opnamen van o.a. Buddy Collette, The Crusaders, Lionel Hampton, Herbie Hancock, Carmen McRae, Jimmy Smith en Gerald Wilson.
Later gaf hij les aan openbare scholen in Los Angeles en Oklahoma City. Hij is mentor van een trombone-programma van de Thurman Green Memorial Scholarship Foundation. Hij is ook internationaal actief als kopiist en werkt voor Benny Golson, de Carnegie Hall Jazz Band, Oliver Nelson, Gerald Wilson, Benny Carter, Dr. John, Diana Krall, de WDR Big Band, James Morrison, Lena Horne en Peggy Lee.
In 1995 richtte hij de formatie BoneSoir op met zijn vrienden, de trombonisten George Bohanon, Garnett Brown en Thurman Green. Momenteel speelt hij in het Jeff Clayton - Jeff Hamilton Jazz Orchestra, waar hij ook werkt als bibliothecaris, kopiist en bastrombonist.
Spears staat ook op opnamen van Oscar Brashear (Time Is Running Out en Hawthorne Nights, 1976), Horace Silver (Silver' n Brass, 1975, It's Got to Be Funky, 1993 en Pencil Packin' Papa, 1994), Earth, Wind & Fire (I Am, 1979), Milt Jackson (Explosive!, 1999), Michael Bublé (Call Me Irresponsible, 2007) en meest recentelijk met Elvis Costello (Church Underground) en een Elton John/Leon Russell samenwerking met The Union (2010) is te horen.
In 2004 werd hij opgenomen in de Oklahoma Jazz Hall of Fame.